# Aspilus schoutedeni
Aspilus schoutedeni är en skalbaggsart som beskrevs av Louis Burgeon 1932. Aspilus schoutedeni ingår i släktet Aspilus och familjen Cetoniidae. Inga underarter finns listade.